# Camila Soato
Camila Soato (Sobradinho, Bahía, 15 de agosto de 1985) es una artista e investigadora del arte brasileña.

## Carrera
Soato nació en Sobradinho, Bahía y en su juventud se trasladó a la capital, Brasília. Allí obtuvo un grado en bellas artes en la Universidad de Brasilia. Su investigación se centra en pinturas que eligen el descuido como poder, alejándose del virtuosismo aséptico y técnico, y abrazando lo mísero, lo áspero y lo mal acabado. Soato vive y se desempeña laboralmente en la ciudad de Sao Paulo. En su trabajo, utiliza técnicas tradicionales para crear imágenes satíricas que representan situaciones extrañas.
Soato ha realizado exposiciones individuales en galerías de Río de Janeiro, São Paulo y Brasilia. Su trabajo ha sido incluido en exposiciones colectivas en el Paço das Artes, en el Museo Afro Brasil y en el Museo de Arte Moderno de Río de Janeiro. En 2013 ganó el Premio PIPA, elegido por votación popular.